# Garabil
Garabil (turk.: Garabil belentligi; ros.: Карабиль, Karabil) – pagórkowata wyżyna w południowym Turkmenistanie, między rzekami Murgab i Amu-daria, przy granicy z Afganistanem. Wznosi się maksymalnie na wysokość 980 m n.p.m. Zbudowana z piaskowców. Występuje roślinność pustynna, półpustynna i stepowa.